# Poslanecký klub Úsvit – Národní Koalice
Poslanecký klub Úsvitu – Národní Koalice (původně poslanecký klub Úsvitu přímé demokracie Tomia Okamury, později jen Úsvitu přímé demokracie) vznikl po volbách 25. – 26. října 2013, kdy Úsvit přímé demokracie (Tomia Okamury) získal 6,88 % hlasů. Klub měl původně 14 členů (12 poslanců a 2 poslankyně).
V souvislosti s děním v hnutí byli v březnu 2015 nuceni klub opustit poslanci Tomio Okamura a Radim Fiala, dobrovolně poté odešel Milan Šarapatka, v dubnu Karel Pražák, v červenci Jaroslav Holík, v září Petr Adam a v květnu 2016 Karel Fiedler.

## Složení poslaneckého klubu

### Vedení poslaneckého klubu
| Funkce v klubu                      | Jméno a příjmení | Volební kraj     |
| ----------------------------------- | ---------------- | ---------------- |
| Předseda poslaneckého klubu         | Marek Černoch    | Středočeský kraj |
| Místopředsedkyně poslaneckého klubu | Jana Hnyková     | Liberecký kraj   |

### Členové poslaneckého klubu
| Jméno a příjmení            | Volební kraj         |
| --------------------------- | -------------------- |
| Augustin Karel Andrle Sylor | Pardubický kraj      |
| Marek Černoch               | Středočeský kraj     |
| Olga Havlová                | Moravskoslezský kraj |
| Jana Hnyková                | Liberecký kraj       |
| David Kádner                | Ústecký kraj         |
| Martin Lank                 | Kraj Vysočina        |
| Jiří Štětina                | Královéhradecký kraj |

### Bývalí členové poslaneckého klubu
| Jméno a příjmení | Volební kraj         |
| ---------------- | -------------------- |
| Radim Fiala      | Olomoucký kraj       |
| Tomio Okamura    | Středočeský kraj     |
| Milan Šarapatka  | Hlavní město Praha   |
| Karel Pražák     | Jihočeský kraj       |
| Jaroslav Holík   | Zlínský kraj         |
| Petr Adam        | Jihomoravský kraj    |
| Karel Fiedler    | Moravskoslezský kraj |